# 아구스틴 가마라
아구스틴 가마라 메시아(스페인어: Agustin Gamarra Messia, 1785년 8월 27일 ~ 1841년 11월 18일)는 페루의 군인이자 정치인으로, 페루의 제4대 및 제7대 대통령을 지냈다.
가마라는 메스티소로 스페인인과 케추아 혈통이 혼합되었다. 그는 어린 시절부터 군 생활을 하며 왕당파 세력과 싸웠다. 그는 그 다음 Andrés de Santa Cruz 다음으로 지휘관으로 독립의 원인에 합류했다. 그는 또한 Ayacucho 전투에 참여했으며 나중에 국가 원수로 임명되었다. 1825년에 그는 Francisca ('Pancha') Zubiaga y Bernales와 결혼했고, Simon Bolivar는 그녀가 그에게 왕관을 씌우려 할 때 왕관을 씌웠다. 1828년 볼리비아 침공 이후 그는 존경받는 장교인 마리스칼(원수)로 임명되었다.
그란콜롬비아에서 스페인어: José de la Mar가 패배한 후 Gamarra는 그의 전복을 촉구하고 스페인어: Antonio Gutiérrez de la Fuente 이후 짧은 기간 동안 대통령직을 맡았다. ][그란콜롬비아]]와 평화 조약도 가마라의 정부에서 서명되었다.

## 페루 대통령
가마라 정부는 José de la Mar의 것과 반대되는 신념을 따랐다. 이것은 위대한 페루 입헌주의 운동과 일치했다. 가마라는 행정부에 대해 설정된 제한 사항을 감안할 때 반대했던 1828년 헌법을 제쳐두었다.
가마라는 엄청난 노력으로 그의 첫 번째 입헌 정부를 완성했다. 그는 매우 활동적인 성격을 가지고 있어 리마를 떠나 국가의 여러 지역에서 반란을 저지할 수 있었다. 그러한 원정 중에 그는 대통령직을 Antonio Gutiérrez de la Fuente 에게 맡겼는데, 그는 그의 권위주의적 성격을 나타내었고 리마에 기반을 둔 다른 정부 관리들의 적개심을 받기 시작했다.
가마라가 사로잡힌 또 다른 생각은 볼리비아의 합병이었다. 그는 이 아이디어를 Andrés de Santa Cruz 와 공유했다. 그러나 볼리비아는 단일 국가의 창설을 생각하지 않았지만 가마라는 단일 페루 국가 아래 볼리비아 영토의 통합을 믿었다.
1835년 오르베고소 와 안드레스 산타크루스가 페루-볼리비아 연방 수립을 위한 조약에 서명했을 때, 가마라는 이를 강력히 반대했고 칠레의 도움으로 패배시키기 위한 캠페인에 참여했다. 이것은 Yungay 전투 와 Santa Cruz의 전복으로 이어졌다. 가마라는 페루 의회에서 공식적으로 대통령으로 지명되었다.
그의 두 번째 정부 동안 가마라는 볼리비아에 대한 전쟁의 시작과 동시에 다양한 전복의 한가운데서 국가를 진정시키는 도전에 직면했다. 가마라는 1841년 잉가비 전투에서 볼리비아군에게 패해 전사했다.
1. ↑  Larned, Smith, Seymour, Shearer, Knowlton, pg 6667